# Cristian Cambronero (Periodista)
Cristian José Cambronero Arguedas (San José, 7 de febrero de 1981) es un periodista, bloguero, emprendedor y conferencista costarricense, que adquirió reconocimiento por su blog Fusildechispas.com, por el cual recibió el Premio Nacional de Periodismo Pío Víquez en el año 2009.
Desde 2018 produce el podcast independiente Animal con palabras para el que ha entrevistado a notables figuras de la política costarricense. También se desempeña como director de estrategia de la agencia de publicidad TBWA\Costa Rica. Durante 8 años fue socio-cofundador y director de la agencia digital Noise Central America Desde esa posición lideró varias campañas de comunicación en línea y ciberactivismo que le valieron reconocimientos como el premio Access Innovation Prize 2013  en la categoría Access Facebook.
Entre 2012 y 2016 fue columnista de la Revista Dominical del periódico La Nación (Costa Rica)

## Periodismo digital y reconocimientos
Considerado un pionero del periodismo digital en Costa Rica, dio sus primeros pasos con varios proyectos de contenido original en internet a partir del año 2000.
En el 2005 creó Fusildechispas.com, un blog independiente que publica comentarios sobre actualidad, y sátira política. Ese mismo año recibió el premio Blogos al mejor blog de Costa Rica.
En el 2008 fue incluido por el semanario El Financiero en el Top 40 de las personas menores de 40 años más influyentes en Costa Rica.
En el 2010 recibió el  Premio Nacional de Periodismo Pío Víquez; el galardón de más importancia entregado a los periodistas de Costa Rica, siendo la persona más joven que ha recibido esa distinción.
En el 2011, Fusildechispas.com fue nominado como Mejor Blog en Español en el certamen The Best of the Blogs (The BOBs), de la Deutsche Welle y Reporteros Sin Fronteras.
También fue incluido en la lista  de los 100 usuarios de Twitter más importantes de Latinoamérica por el influyente blog español ALT1040.
En mayo de 2012 realizó la primera entrevista exclusiva "uno a uno" concedida por la presidenta de Costa Rica, Laura Chinchilla, a un Blog independiente. La entrevista se publicó en texto, video y con un ensayo fotográfico.

### Conferencias
Desde el año 2006 ha sido expositor invitado en eventos sobre redes sociales, periodismo digital o ciberactivismo, como el Encuentro de Periodismo Ciudadano (San José, 2008), Web2.0 Expo (San Francisco, 2009), Seminario Trascyberiano (San José, 2009), Nokia Talk Miami (2009), Nokia Talk México (Puerto Vallarta, 2009), Personal Democracy Forum Latinoamérica (Santiago, 2010), Bloggers Tour 2010 (Berlín), WebConfLatino 2010 (Tegucigalpa), Voces Jóvenes (México, 2011), Mejorando.la (Guatemala, 2012), WebConfLatino 2013 (Panamá), entre otros.

## Ciberactivismo

### FueraJustoOrozco.com
En junio de 2012, el diputado ultraconservador Justo Orozco Álvarez fue nombrado Presidente de la Comisión de Derechos Humanos de la Asamblea Legislativa de Costa Rica. En sus primeras sesiones al frente de ese órgano sepultó Proyectos de Ley claves para la defensa de los derechos civiles, como el proyecto de Ley de Sociedades de Convivencia para parejas del mismo sexo.
El nombramiento del diputado provocó una enorme polémica, expresada especialmente por medio de las redes sociales como Facebook y Twitter. La agencia de publicidad digital Noise Central America desarrolló una aplicación en línea integrada con Facebook que sirvió para canalizar el rechazo popular contra el diputado.
La aplicación replicaba el modelo de los sistemas de Petición en línea, pero en lugar de utilizar la firma de los usuarios, utilizaba su Avatar (Internet) de Facebook, bajo el lema "Si no basta con la firma, ¡pongamos la cara!".
Solo dos semanas después de su lanzamiento, 15.000 personas “pusieron la cara” para exigir la renuncia del diputado a la presidencia de la Comisión.
La campaña FueraJustoOrozco.com generó una enorme atención mediática en Costa Rica, y fue reseñada prácticamente por todos los medios de comunicación.
En enero de 2013, Noise Central America recibió el premio Access Innovation Prize otorgado por la ONG Accessnow.org y por la red social Facebook por el uso estratégico de la tecnología en línea para la defensa de los Derechos Humanos.

## Trayectoria temprana

### Periodismo escrito
- Colaborador de la revista "SoHo de Grupo Nación.[16]
- Redactor de la columna Control Remoto, de crítica de televisión en el periódico La Nación (Costa Rica) (2008 al 2009)
- Redactor de la columna "Tinta Fresca", de actualidad en la Revista Dominical del periódico La Nación (Costa Rica) (2012 al 2016)

### Televisión
- Conductor del programa Música por Inclusión (2002) del Canal 15 de la Universidad de Costa Rica
- Productor Ejecutivo de Noticias Repretel (2006) en Repretel[17]